# Mareena Karim
Mareena Karim (Dari: مارنا کریم), nacida en 1989 o 1990, es una atleta de Afganistán. 

## Biografía
Cuando era niña sufrió un accidente, la dejaron demasiado cerca de una estufa y sufrió fuertes quemaduras los pies, que posteriormente fueron amputados.  Como atleta, por lo tanto, compite como atleta paralímpica (categoría T46). 
Karim fue la primera mujer en representar oficialmente a Afganistán en los Juegos Paralímpicos cuando compitió en los 100 metros de velocidad en los Juegos Paralímpicos de Verano de 2004 en Atenas . Terminó última en su serie con un tiempo de 18,85 segundos y no avanzó a la siguiente ronda. 
En el momento de los Juegos Paralímpicos de 2004, Karim vivía en Kabul con sus diez hermanos y ocho hermanas, y su familia había huido de los enfrentamientos entre la Alianza del Norte y los talibanes en Kapisa .